# Planioles
Planioles (okzitanisch Planhòlas) ist eine französische Gemeinde mit 549 Einwohnern (Stand 1. Januar 2022) im Département Lot in der Region Okzitanien (vor 2016 Midi-Pyrénées). Sie gehört zum Arrondissement Figeac und zum Kanton Figeac-1.

## Lage
Die Gemeinde Planioles liegt in den südwestlichen Ausläufern des Zentralmassivs in einem Seitental der Célé, vier Kilometer nördlich von Figeac. Nachbargemeinden von Planiolöes sind Fons im Norden, Camburat im Nordosten, Figeac im Osten, Camboulit im Süden sowie Cambes im Westen.

## Bevölkerungsentwicklung
| Jahr                       | 1962 | 1968 | 1975 | 1982 | 1990 | 1999 | 2006 | 2012 | 2022 |
| -------------------------- | ---- | ---- | ---- | ---- | ---- | ---- | ---- | ---- | ---- |
| Einwohner                  | 184  | 179  | 173  | 275  | 339  | 385  | 466  | 482  | 549  |
| Quellen: Cassini und INSEE |      |      |      |      |      |      |      |      |      |

## Sehenswürdigkeiten

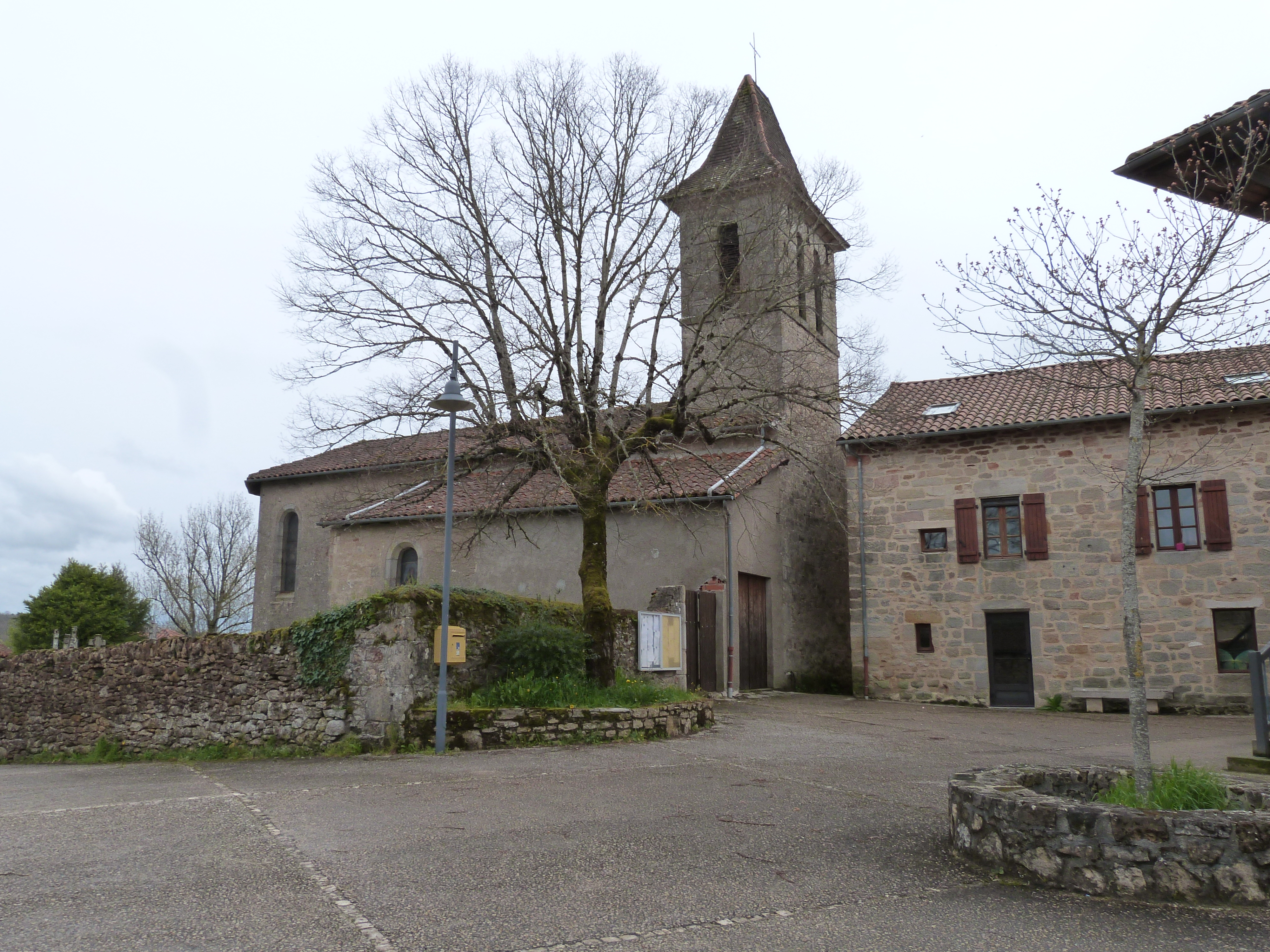
Kirche Saint-Pierre
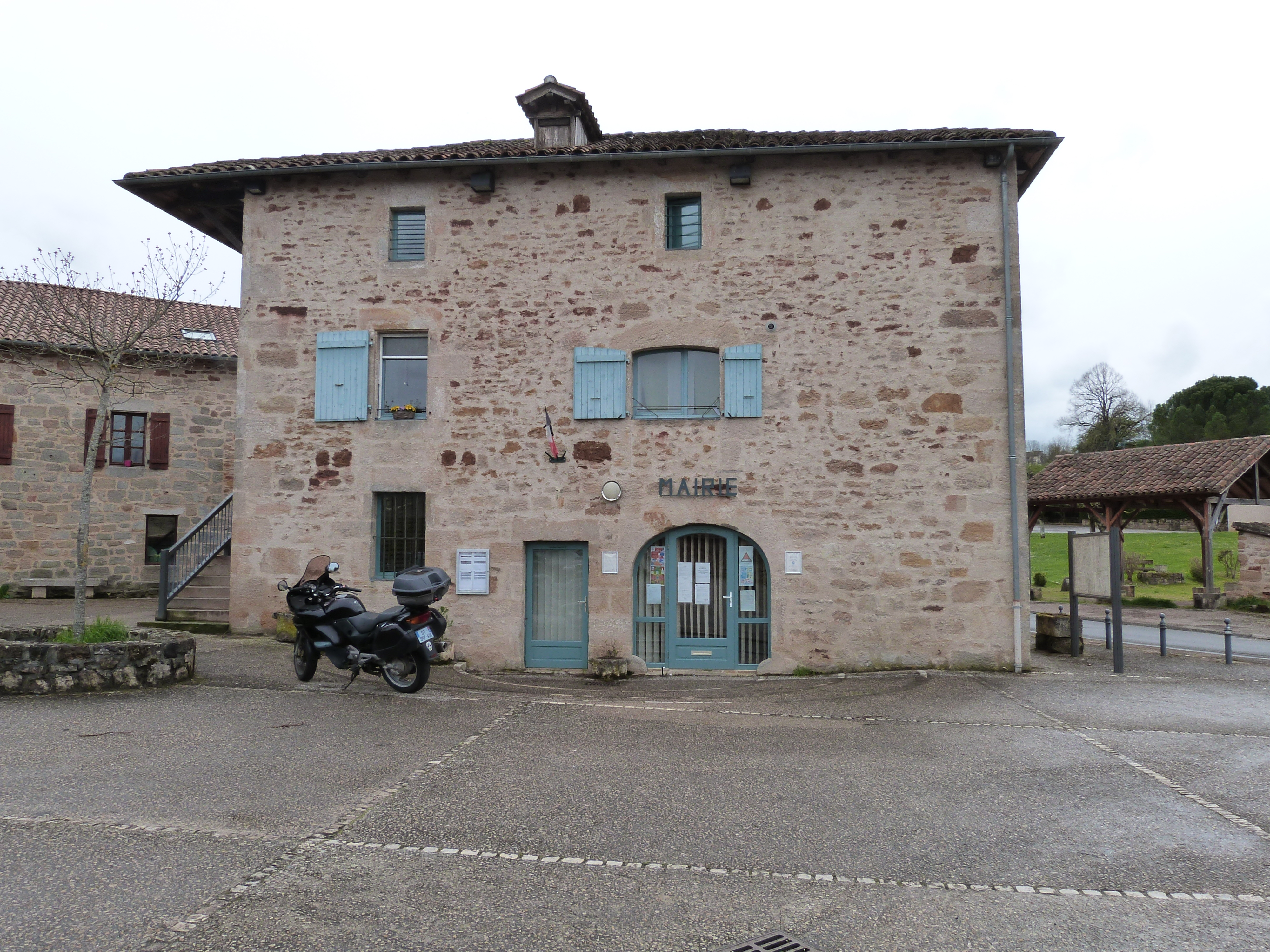
Mairie Planioles
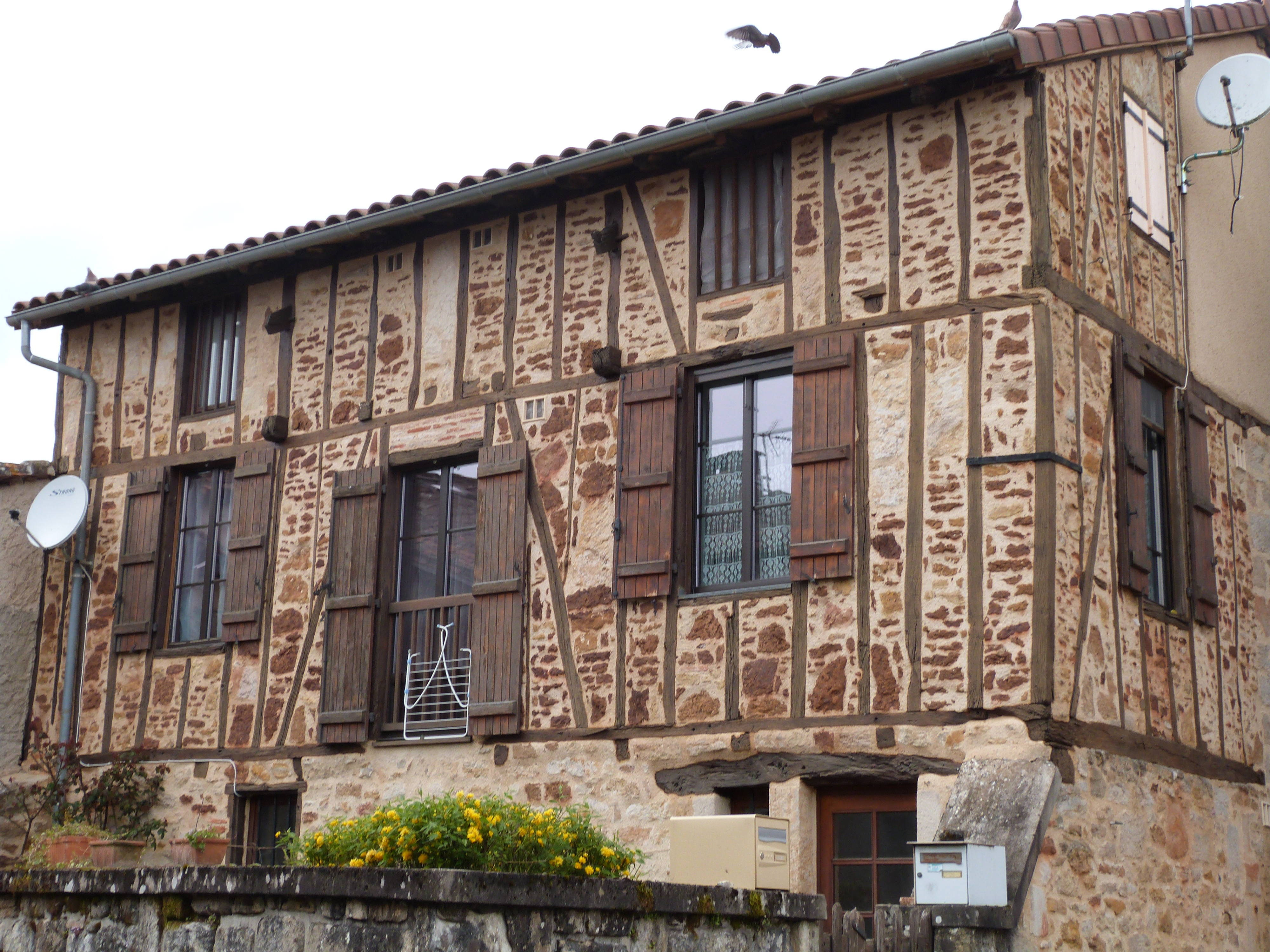
Altes Fachwerkhaus in Planioles
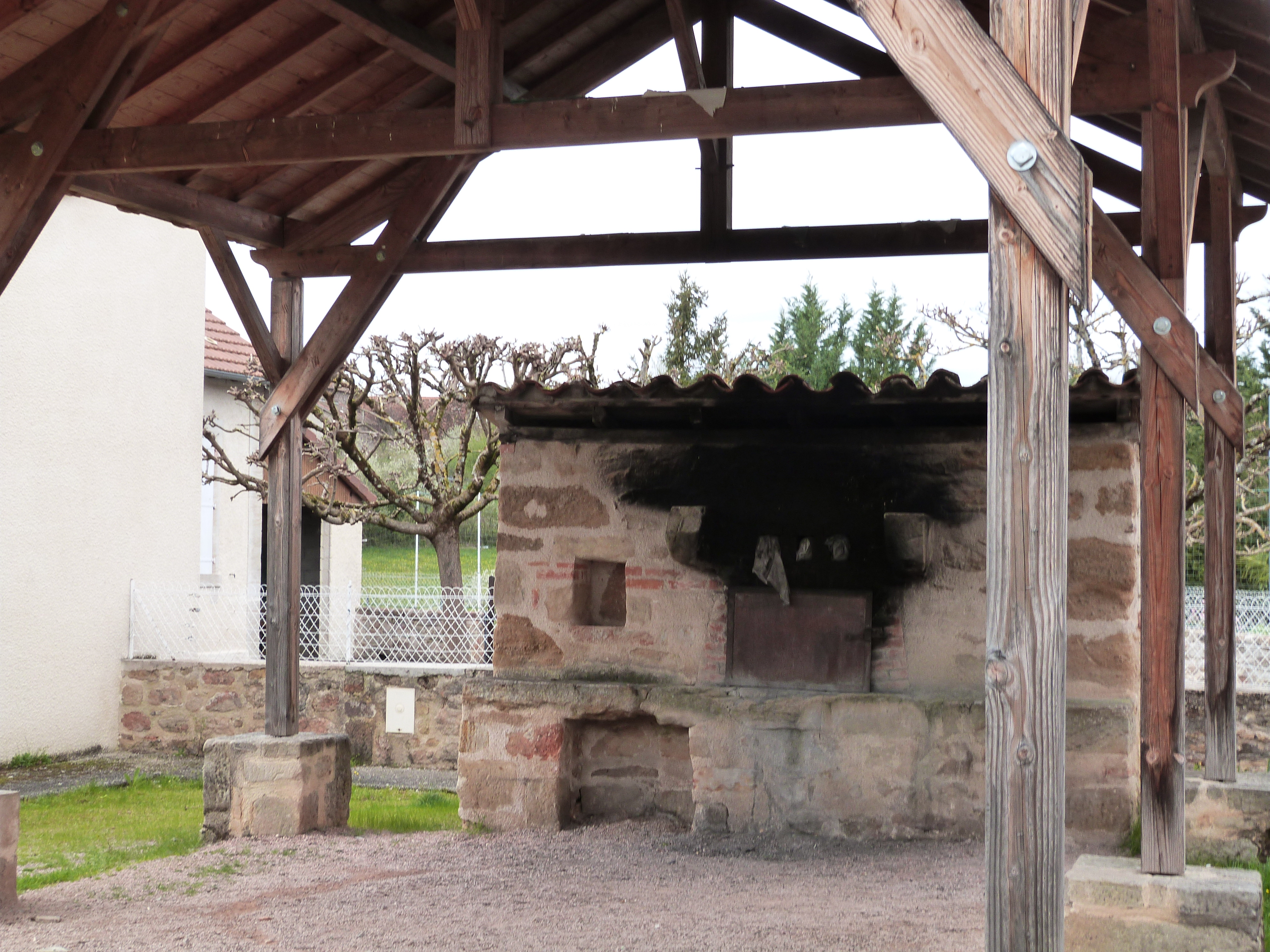
Brotbackofen
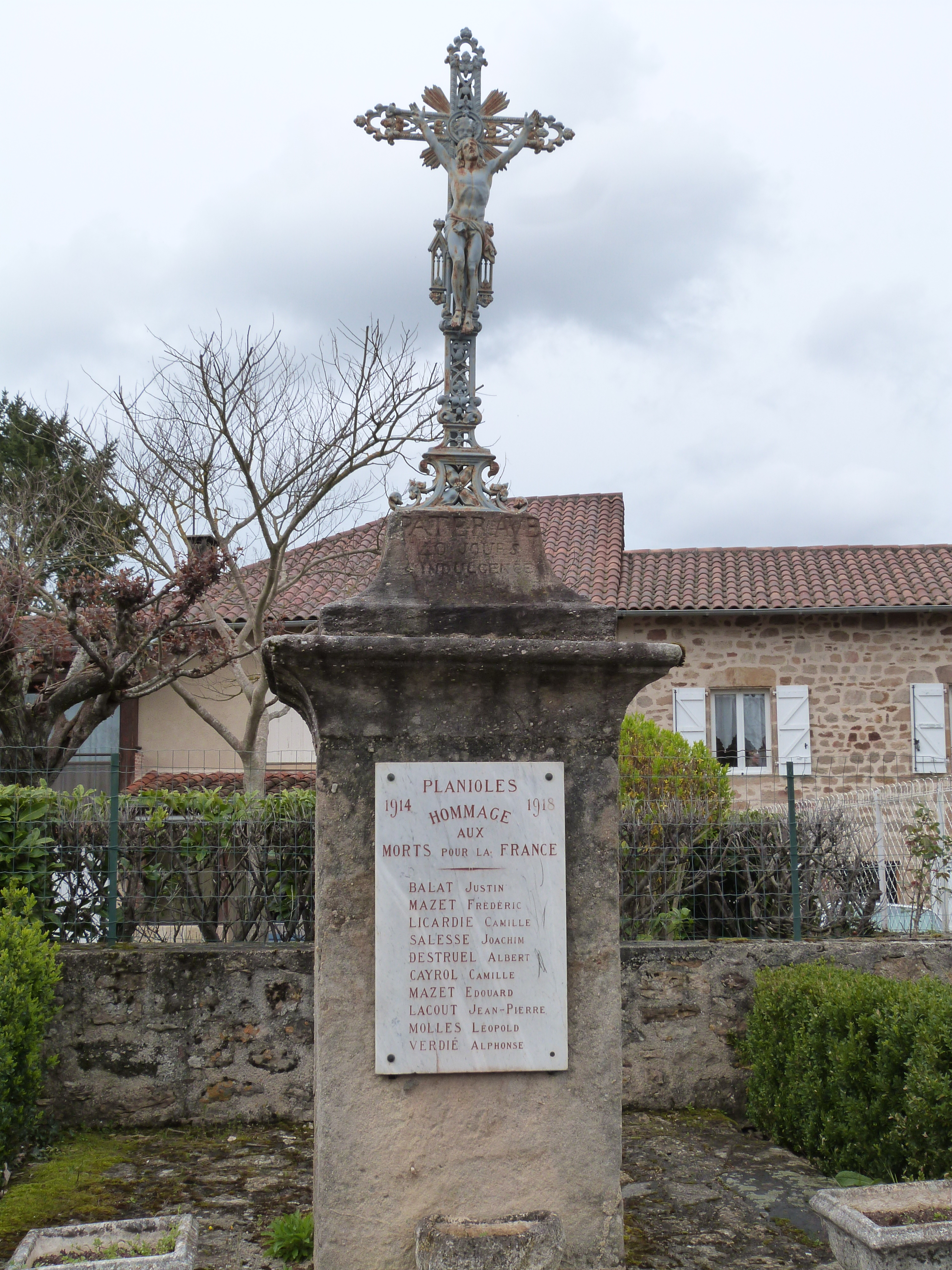
Gefallenendenkmal

- 'öffentlicher Brotbackofen

- Kirche Saint-Pierre
- Mairie Planioles
- Altes Fachwerkhaus in Planioles
- Brotbackofen
- Gefallenendenkmal